# Salvio Almató y Ribera
Salvio Almató y Ribera (Olesa de Montserrat, 15 de marzo de 1827-Barcelona, 1 de marzo de 1889) fue un médico y traductor español.

## Biografía
Natural de Olesa de Montserrat, cursó Filosofía en el seminario conciliar de Vich y en Barcelona, desde 1840 hasta 1844. Siguió la carrera de Medicina y Cirugía, tomando el grado de licenciado en esa facultad en 1851. Su primer contacto con la homeopatía se produjo cuando acudió a la consulta del doctor Nicolás Guañabens y Giral, que la practicaba en Mataró, puesto que estaba desesperado, ya que un hijo suyo sufría difteria. De esta experiencia devino su interés por la materia y la utilizó durante la epidemia de cólera de Barcelona de 1865; de ahí en adelante, se dedicó exclusivamente a ejercerla. Además, tradujo obras relacionadas con ella desde otros idiomas.
Fue director y colaborador de la revista Archivos de la medicina homeopática y fundó, junto a otros doctores, El consultor homeopático. Asimismo, era socio de honor y mérito de la Sociedad Hahnemanniana Matritense. El Ayuntamiento de Barcelona, por su parte, le concedió la Medalla de Plata por su colaboración durante el brote de fiebre amarilla que asoló la ciudad.
Falleció en 1869.

## Obras
Escribió una obra y llevó a cabo varias traducciones:
- El cólera, su profilaxis y su tratamiento general y homeopático (1884)

Traducciones
- La práctica de la homeopatía simplificada, por el doctor Alexis Espanet
- Tratamiento de la distocia funcional o del parto doloroso y difícil, del profesor C. M. Hale
- Manual de terapéutica, del catedrático Richard Hughes, de la Universidad Homeopática de Londres Traducido por Almató, iba precedido de un preámbulo escrito por el doctor Pedro Rino y Hurtado
- Manual de farmacodinámica, también de Hughes, traducido al español y precedido de Indicaciones preliminares, de Rino y Hurtado
- Adición al manual de farmacodinámica, complemento, del mismo autor, que formaba un tomo de unas 540 páginas
- Los resfriados, su naturaleza, causas, modo de evitarlos y de curarlos, de John W. Hayward
- Tratado teórico y práctico de las enfermedades de los ojos, de L. P. Hart